# 岐阜市立三輪南小学校
岐阜市立三輪南小学校（ぎふしりつ みわみなみしょうがっこう）は、岐阜県岐阜市にある公立小学校。

## 沿革
- 1964年（昭和39年）4月 - 厳美小学校と春近小学校を統合し、岐阜市立三輪南小学校として開校。校舎は旧・東山中学校跡地に新築（鉄筋コンクリート造）する。

三輪南小学校は1964年開校であるが、開校年は前身校の厳美小学校の開校年の1872年5月としている。

## 通学区域
- 石原（一部）、世保、太郎丸、中屋、福富、溝口、茂地、森、太郎丸字樫木、太郎丸北浦、太郎丸北郷、太郎丸新屋敷、太郎丸諏訪、太郎丸知之道、太郎丸中島、太郎丸野田、太郎丸向良、石原1-3丁目、福富笠海道、福富出口、福富町田、福富天神前、福富永田、福富迎田、溝口上、溝口中、溝口下、溝口中野、溝口東、溝口童子、世保東、世保西、世保南、世保北、森東、森西、春近古市場北、春近古市場南、中屋西、中屋東[1]。

## 進学先中学校
- 岐阜市立三輪中学校

## 交通アクセス
- 岐阜バス

加野団地線（JR岐阜駅バスターミナルからは三輪釈迦（N33）行）「三輪南小学校前」バス停より徒歩約5分。